# Manuela de Paula Ferreira
Manoela Amália Ferreira (Pelotas, 8 de julho de 1820 - 26 de janeiro de 1903) ou Manuela Amália Ferreira ou a que entrou para a história como Manuela de Paula Ferreira, nasceu em Pelotas, sendo filha de Francisco de Paula Ferreira e Maria Manuela Meireles, e foi batizada em 24 de agosto do mesmo ano na Matriz de São Francisco de Paula. Foram seus padrinhos o Capitão José Lopes Coelho Coutinho e sua mulher, Dona Anna Felicia de Souza, da Corte do Rio de Janeiro, por procuração a Manoel Gonçalves da Silva e sua mulher, Faustina Leonor. Fernando Luiz Osório Filho.

## Biografia
Curiosidade: Manoela sempre foi tida como sobrinha de Bento Gonçalves, mas sua mãe era filha do Capitão Manuel Gonçalves Meirelles Junior (tio materno de Bento Gonçalves), portanto, Maria Manoela Meirelles era prima e não irmã de Bento, sendo Manoela sua prima em segundo grau e não sobrinha. Um estudo de sua árvore genealógica comprova que seu pai era irmão de Perpétua da Costa Meirelles, mãe de Bento Gonçalves da Silva; Bento e Maria Manoela eram, portanto, primos-irmãos.
Essa genealogia, salvo raras exceções, esteve sempre à disposição para consulta nos arquivos de Igreja Católica, e constitui uma prova inequívoca dessa relação de parentesco.
Editora Globo, 1935 - oferece-nos uma rara descrição física de Manoela, caracterizando-a como "uma mulher de grandes olhos azuis, uma loura de figura gracil, que lhe representava a beleza ideal e inalcançavel, e enaltecendo-a como Gaúcha de raça, gracil filha de Pelotas, que na tua exaltação conservaste (...) a beleza ideal"
É conhecida por alimentar uma paixão pelo revolucionário italiano Giuseppe Garibaldi, que a citou em suas memórias.
Manoela representa a sublimação de um grande amor que, por não ter sido concretizado, a tornou uma típica personagem de tragédia "shakespeareana". Na verdade, houve apenas a intenção de um compromisso formal por parte do revolucionário italiano com a moça. Mas ele logo desistiu por oposição da família de Manoela, que o fez crer que ela estaria prometida a seu primo Joaquim, filho de Bento Gonçalves. Diante disso, ela se manteve fiel e solteira até o fim de sua vida, "
Tornou-se assim uma figura de certa importância durante a Revolução Farroupilha ao ser celebrizada com uma certa licença poética na memória popular, na literatura e na TV como "a noiva de Garibaldi".
Manoela nunca esqueceu-o e, sempre que o recordava em palestras, os seus olhos marejavam em lágrimas de affecto e saudades" (Octacilio Ferreira, sobre a tia, em carta dirigida ao historiador Othelo Rosa).
Manuela teria tido um breve relacionamento com Giuseppe Garibaldi e teriam tornado-se noivos secretamente, pois a família de Manuela não achava que Garibaldi fosse ser um bom marido, pois o mesmo não tinha recursos para dar uma boa vida para Manuela. Os dois mesmo sabendo da oposição da família planejaram-se casar secretamente e fugir, mas Bento Gonçalves tinha antes uma missão para Garibaldi em Laguna, no estado de Santa Catarina, onde Garibaldi conheceu Ana Maria de Jesus Ribeiro, chamava logo depois de Anita Garibaldi. Manuela ainda tinha esperanças de que Garibaldi voltasse pois Anita era casada. Mas logo veio a notícia de que Anita estava grávida, e esse era a única circunstância que faria com que Manuela desistisse de Garibaldi.
O presidente Bento recebia o italiano em sua casa, O Rio Grande do Sul precisava dele, mas no fundo achava-o um aventureiro e inventou o tal compromisso de Manoela com Joaquim.
Temos, pois, de um lado, o depoimento de Rosseti, considerando-se responsável pela desistência de Garibaldi ao casamento com Manoela.
Rosseti, certamente por não confiar na estabilidade do seu amigo compatriota no que dizia respeito a assuntos do "coração”. E por outro lado, o depoimento do próprio Garibaldi, segundo o qual fora o presidente dos farrapos Bento Gonçalves, quem fizera naufragar o casamento, ao garantir-lhe que a moça estava já comprometida.
Diz Garibaldi, em uma carta. "Manuela, dominava absolutamente a minha alma. Não deixei de amá-la, embora sem esperança, porque estava prometida a um filho do presidente.”
"Manoela signoreggiava assolutamente l’anima mia (...). Io non cessai mai d’amarla..." (Giuseppe Garibaldi em ‘Memórias’).
Percebemos que muitas pessoas ficaram pesarosas com o fato de os diários dela (cadernos) não serem reais.
 Julgamos correto acrescentar que estes, mesmo sendo apenas ficção, foram sem dúvidas uma criação maestral de Leticia Wierzchowski.
A autora foi extremamente habilidosa ao criá-los e claro, devemos em grande parte a ela o resgate de Manoela.
Logo assim que Menotti nasceu, Garibaldi decidiu ir embora do Rio Grande do Sul, pois sabia que a guerra já estava perdida. Em 1849, Anita morreu aos 28 anos na Itália lutando pela unificação italiana, ao lado de Garibaldi. Manuela, ao saber dessa notícia, ficava todos os dias à espera de Garibaldi. Seus familiares julgavam que ela estava louca, assim como a sua irmã Rosário. Mas como todos esperavam, Garibaldi nunca foi ao seu encontro. Mas Manuela nunca desistiu e morreu a espera do homem de seus sonhos Giuseppe Garibaldi.
No entanto, essas informações não são comprovadas, podendo não passar de mitos e conjecturas sobre o nome de Manuela, uma vez que é certa sua paixão por Garibaldi, mas não há nenhum indício que foi correspondida. A cronologia militar da Revolução Farroupilha registra que, em 17 de abril de 1839, Garibaldi dedicava-se a montar um estaleiro às margens do rio Camaquã, na estância de dona Ana, irmã de Bento Gonçalves, quando foi atacado de surpresa por uma força legalista de 150 homens, sob o comando de Moringue. Consegue mesmo assim desvencilhar-se da armadilha; contando com o auxílio de mais 11 companheiros (de início eram apenas ele e o cozinheiro da estância), com muita astúcia e coragem derrota o adversário, e no mesmo dia comunica o fato, com detalhes, ao comando superior. Destaca, no relatório, que cabia "toda a glória aos 11 bravos de que acima fiz menção, cujos nomes levarei à presença do governo, para que sejam devidamente premiados."
Muito anos depois nas suas Memórias, o italiano Garibaldi, célebre "herói de dois mundos", acrescenta ao episódio uma observação particular - melhor, uma pequena nota íntima, uma curta confissão. Diz assim: "Nós celebrávamos a vitória, gozando o fato de ter sido salvos de uma tempestade. Na [sede da] estância, a 12 milhas, uma virgem empalidecia e rezava pela minha vida; mais doce do que a vitória, me surpreendia a notícia. Sim, belíssima filha do Continente, eu era orgulhoso e feliz de te pertencer, fosse como fosse: tu, destinada a ser mulher de outro! A mim, a sorte reservava outra brasileira!"
Portanto, não era Ana de Jesus Ribeiro, a Anita, que empalidecia e rezava: ele só conhecerá sua famosa e brava companheira três ou quatro meses depois - não se sabe rigorosamente em que data - na província de Santa Catarina. Tampouco Anita era virgem: em julho ou agosto de 1839 já estava casada, há quatro anos (desde os 15), com Manuel Duarte de Aguiar, mais conhecido em Laguna como Manuel dos Cachorros.
Essa, a belíssima filha do Continente, Garibaldi conhecera, no início do ano, na própria estância da família de Bento Gonçalves. Era sobrinha do então presidente da República Rio-Grandense, filha de outra das suas irmãs, dona Maria Manuela. Garibaldi mesmo é que afirma, em outra passagem das Memórias, que na estância de dona Ana havia três moças, "uma mais graciosa do que a outra", na verdade três irmãs; no entanto, "uma delas, Manuela, dominava absolutamente a minha alma. Não deixei de amá-la, embora sem esperança, porque estava prometida a um filho do presidente".
Em relação ao tema, há pouco tempo se conhece (desde 1973), graças às pesquisas do historiador italiano Salvatore Candido, duas cartas dirigidas por Luigi Rosseti a Giovanni Battista Cuneo.
Em 19 de janeiro de 1839 (meses antes do episódio mencionado neste primeiro parágrafo), informa o remetente: "Garibaldi esteve extremamente doente. Mas restabeleceu-se e ameaça se casar. Me escreveu pedindo que eu lhe sirva de mentor. Imagine se o farei."
Em 7 de fevereiro, retoma o assunto: "Garibaldi está apaixonado e ameaça se casar. Mas não vai fazê-lo, de jeito nenhum. Ele me prometeu."
O jornalista Paulo Markun, biógrafo recente de Garibaldi, quanto ao segundo aspecto conclui - pode-se entender que com toda a razão: "Era mentira, a virgem que empalidecera e rezara enquanto Giuseppe Garibaldi combatia, com uma dezena de companheiros, uma centena e meia de adversários, encontrava-se, em 1839, temporariamente na estância da sua tia Ana, em Camaquã, porque Pelotas, cidade onde nascera e onde morava, achava-se ocupada pelos legalistas - como em outras diversas ocasiões, durante a Revolução Farroupilha. Embora "destinada a ser mulher de outro", essa loira, de grandes olhos azuis (conforme Fernando Osorio, em Mulheres farroupilhas), morreu solteira aos 82 anos de idade, na sua terra natal. Diz-se que guardou consigo, para sempre, cartas e poemas do europeu ilustre por quem fora sinceramente apaixonada.
Enquanto viveu - até o início do século XX - era conhecida de todos os pelotenses como "A Noiva de Garibaldi".
Além de ser mencionada nas Memórias de Garibaldi, escrito pelo renomadíssimo Alexandre Dumas, é personagem de romances históricos como Garibaldi & Manuela de Josué Guimarães, Os Varões Assinalados de Tabajara Ruas, e A Casa das Sete Mulheres e Um Farol no Pampa, ambos de Letícia Wierzchowski. Foi também retratada, na minissérie da Globo A Casa das Sete Mulheres, baseada no livro do mesmo nome, onde foi a protagonista e interpretada pela atriz Camila Morgado. Quem interpretou Giuseppe Garibaldi foi o ator Thiago Lacerda e Anita Garibaldi foi a atriz Giovanna Antonelli.
Morreu com 82 anos, às 15h do dia 26 de janeiro de 1903, de Asthensia Cardíaca, ou seja, fraqueza do coração, em sua residência na Rua Marechal Deodoro, no centro de Pelotas, sem jamais ter se casado nem constituído uma família. Citou, porém, a história farroupilha, a qual viveu do início ao fim. Seu corpo encontrava-se sepultado na cidade de Pelotas, porém há alguns anos atrás foi exumado e incinerado, já que a família não quis pagar para manter a sepultura dela.
Os jornais da época anunciaram a sua morte de primeira página: "Morre a noiva de Garibaldi" [carece de fontes?].

## Curiosidades
- Os  restos mortais de Manoela ficariam sepultados no jazigo 326 G do  Cemitério de São Francisco de Paula por um período de 10 anos, até serem  incinerados  às 8h da manhã do dia 24 de maio de 1913, findo o prazo de três meses a  partir da data em que foram colocados em depósito à disposição de  familiares, conforme dados encontrados nos autos de incineração da Santa  Casa de Pelotas.
Portanto, não há túmulo para que se possa "visitá-la".Na minissérie A Casa das Sete Mulheres Manuela foi citada com "A Noiva de Garibaldi".
- A foto que ilustra este post foi guardada por um descendente de Bento Gonçalves que mora em Porto Alegre e que, embora sem assinatura, tenha uma grande probabilidade de ser ela própria, já que foi guardada por familiares de Bento em Camaquã.  A assinatura posterior e digitalmente sobreposta foi retirada do inventário do pai de Manoela.